# Marvin René
Marvin René, né le 11 avril 1995 à Cayenne, en Guyane est un athlète français, spécialiste des épreuves de sprint.

## Carrière
Début saison 2015, il réalise les meilleures performances françaises en plein air, avec 10 s 26 le 6 mars sur 100 m à Rémire-Montjoly et 20 s 59 le 26 avril sur 200 m à Kourou en Guyane.
Le 10 juillet 2016, au sein du relais 4 × 100 m, René devient vice-champion d'Europe à l'occasion des Championnats d'Europe d'Amsterdam en 38 s 38, derrière le Royaume-Uni (38 s 17).

## Palmarès

### International
| Date | Compétition               | Lieu      | Épreuve | Place     | Temps   |
| ---- | ------------------------- | --------- | ------- | --------- | ------- |
| 2016 | Championnats d'Europe     | Amsterdam | 2e      | 4 x 100 m | 38 s 38 |
| 2017 | Relais mondiaux de l'IAAF | Nassau    | 5e      | 4 x 100 m | 39 s 83 |
| 2018 | Championnats d'Europe     | Berlin    | 4e      | 4 x 100 m | 38 s 51 |

### National
- Championnats de France d'athlétisme :
  - Vainqueur du 100 m en 2018
- Championnats de France d'athlétisme en salle :
  - Vainqueur du 60 m en 2018, en 2019 et en 2020

## Records
| Épreuve          | Temps   | Lieu    | Date            |
| ---------------- | ------- | ------- | --------------- |
| 60 m (plein air) | 6 s 65  | Cayenne | 31 janvier 2015 |
| 100 m            | 10 s 16 | Albi    | 6 juillet 2018  |
| 200 m            | 20 s 59 | Kourou  | 26 avril 2015   |